# Spartacusplan
Het Spartacusplan is een plan opgesteld door De Lijn en de NMBS om het openbaar vervoer in Belgisch-Limburg te bevorderen. Bij de start hield het de heropening van oude spoorwegen en de aanleg van nieuwe tram- en snelbuslijnen in.
In mei 2022 werd door de Vlaamse regering bekendgemaakt dat ook het plan voor de laatst overgebleven van de drie tramlijnen definitief niet doorgaat. Op deze drie lijnen zal geen tram rijden, maar een "trambus" (lange gelede bus) op een "maximaal vrije" bedding. Als langetermijndoel noemde de minister verder een oplossing zoals de spoorloze tram (Autonomous Rail Rapid Transit), een lange gelede bus die gebruik maakt van optische geleiding.
| Plannen Vlaamse Overheid Openbaar Vervoer                                                                                    |
| Neptunusplan (W-Vl) Pegasusplan (Vlaamse Ruit) Spartacusplan (Limburg) Brabantnet (Brussel en Vl-B) START (Brussels Airport) |

Begin 2024 werd het eerste stuk busbaan in gebruik genomen. Tegelijkertijd bleek ook dat de beloofde vrije busbanen niet overal mogelijk zullen zijn en dat de oorspronkelijke bedoeling van het Spartacusplan door de vele wijzigingen wellicht niet gehaald zal worden.

## Concrete uitwerking van het plan

### Belangrijke overstappunten voor trein en bus
De belangrijkste knooppunten in dit project zijn Beringen, Hasselt, Genk, Maasmechelen, Neerpelt en Tongeren. Dit zijn de belangrijkste overstapplaatsen.

### Bestaande spoorverbindingen
- Frequentere IC-treinen op de lijn Tongeren - Hasselt - Aarschot - Leuven - Brussel - Aalst- Wetteren- Gent-Sint-Pieters
- Frequentere IC-treinen op de lijn Genk - Hasselt - Landen - Leuven - Brussel - Gent-Sint-Pieters - Brugge- Blankenberge
- Frequentere IC-treinen op de lijn Hasselt - Diest - Aarschot - Brussel
- Frequentere IR-treinen op de lijn Antwerpen - Hasselt - Luik
- Frequentere IR-treinen op de lijn Neerpelt (Hamont) - Antwerpen
- Frequentere IR-treinen op de lijn Hasselt - Mol - Antwerpen
- Frequentere L-treinen op de lijn Hasselt - Diest - Aarschot - Leuven
- Bouw van een tweede hoofdstation te Beringen  - uitgevoerd
- Bouw van een station Zonhoven  - uitgevoerd

### Lightrail, latertrambus
De Lijn voorzag volgende 3 lightraillijnen. Deze lijnen waren soms een heropening van een oude spoorverbinding; soms ging het om volledig nieuw aan te leggen spoorverbindingen.

#### Lijn 1
Lijn 1 zou een sneltram worden op de vroegere spoorlijn 20 tussen Hasselt en Maastricht met verschillende stations in de gemeenten Diepenbeek (UHasselt) en Lanaken. Aangezien de Nederlandse overheden besloten hadden om de sneltram voor het grootste deel over de bestaande (recent gereactiveerde) spoorlijn 20 te laten rijden, zou het in feite over een tramtrein gaan.
In mei 2022 maakte de Vlaamse minister van Mobiliteit bekend dat er definitief niet voor een tram gekozen wordt, maar dat de optie van een elektrische trambus (lange gelede bus) op "maximaal vrije beddingen" onderzocht wordt.

#### HOV Hasselt - Maasmechelen
Oorspronkelijk was lijn 2 voorzien als een sneltram tussen Hasselt en Maasmechelen met stations te Kiewit, Bokrijk, Genk, As en Lanklaar (verlenging van spoorlijn 21B). Ook werd er gesproken over een eventuele verlenging over de Grensmaas tot in Sittard, via Stein en Chemelot. De bipool Hasselt - Genk krijgt op deze manier een snelle en hoogfrequente verbinding via de campus van UHasselt en de hogescholen in Diepenbeek. Op deze hoofdas zou er om het kwartier een sneltram rijden. Het plan-MER voor deze verbinding werd goedgekeurd in februari 2013. Nadien werd gestart met de opmaak van een MKBA.
In recentere plannen is er sprake van om de lijn als een hoogwaardige buslijn (trambus) te exploiteren, HOV Hasselt - Maasmechelen.

#### Lijn 3
Lijn 3 moet de verbinding vormen tussen Hasselt en het verstedelijkt gebied Noord-Limburg (Lommel en fusiegemeente Pelt). In de eerste plannen was er eveneens sprake van een doortrekking tot Eindhoven, maar dit stuitte snel op praktische bezwaren. Ook een verbinding tussen Pelt en Weert om zo aansluiting te geven op Eindhoven behoort tot de mogelijkheden, doch dit zou door de grote omweg niet aantrekkelijk zijn.
Uit een studie die de verschillende lightrailmogelijkheden onderzocht (sneltram versus lighttrain) bleek dat een treinverbinding goedkoper zou zijn. De treinverbinding houdt de heropening van spoorlijn 18 tussen Hasselt en Neerpelt met stations te Zonhoven, Helchteren, Wijchmaal en Eksel. In eerste fase is er geen verbinding naar Nederland (Weert) voorzien. Als de lijn toch als sneltram zou worden aangelegd, is er sprake van een aftakking van spoorlijn 19 naar Lommel-Centrum. Voor de tramlijn vormt een tracé langs de N74 een mogelijk alternatief voor de oude spoorwegbedding. Een heropening van de spoorlijn was voorzien tegen 2014, maar de onderhandelingen met de NMBS leverden (nog) niet het gewenste resultaat. In het plan-MER worden beide uitvoeringsmogelijkheden, een lighttrain uitgebaat door de NMBS of een sneltram uitgebaat door De Lijn bestudeerd. 
Eventueel wordt er ook personenvervoer voorzien op spoorlijn 19 tussen Neerpelt en Weert (in Nederland). In Weert zou er aansluiting naar Eindhoven mogelijk zijn. Als deze verbinding heropend wordt zou het in elk geval om een treinverbinding gaan, aangezien deze spoorlijn voornamelijk voor goederenvervoer gebruikt wordt (IJzeren Rijn). Sinds 2014 werden de treinen vanuit Mol naar Neerpelt verlengd tot het heropende station Hamont.
Aangezien in 2016 de NMBS nog steeds niet had toegezegd voor de reactivering van spoorlijn 18, kondigde minister Ben Weyts op 8 juli 2016 aan de NMBS en Infrabel een prefinanciering aan te bieden zodat men "geen neen kon zeggen". Op 21 maart 2019 maakte Ben Weyts bekend dat de studie voor de heropening is afgerond en dat deze er zeker komt.

##### Busbanen langs de N74 als alternatief
Sinds april 2018 wordt het project Noord-Zuidverbinding Limburg als "complex project" gerealiseerd door de Vlaamse instanties De Werkvennootschap en het departement Omgeving. Op 24 september 2020 werd de eerste fase van het geïntegreerd onderzoek voor dit project afgerond en werd duidelijk dat de 3 overblijvende alternatieven voor de Limburgse Noord-Zuidverbinding telkens gecombineerd worden met een sneltram . De piste van een (her)ingebruikname van een treinverbinding van Hasselt naar Noord-Limburg wordt hiermee verlaten.
Het projectteam spreekt in hun communicatie niet meer van een sneltram, maar van HOV (hoogwaardig openbaar vervoer). Volgens hen kan HOV buiten een sneltram ook een lightrailverbinding, regiobus of geleide bus zijn, een mening die ook betrokken burgemeesters delen.  Uit een quickscan van de maatschappelijke kosten en baten blijkt dat een sneltram hoogstwaarschijnlijk niet rendabel gaat zijn, aangezien de kosten ervan erg hoog liggen. Daarom wordt er nu gekeken naar alternatieven voor hoogwaardig openbaar vervoer die minder infrastructuur vereisen, zoals een trambus of regiobus. Samen met het voorkeursalternatief van de N74 (Noord-Zuidverbinding) zal het projectteam ook voor het HOV voor de zomer van 2021 een 'voorkeursalternatief' bekend maken. 

### Snelbussen
- Hasselt - Lommel, stopplaatsen te Helchteren en Hechtel
- Hasselt - Tessenderlo
- Sint-Truiden - Tongeren, stopplaats te Borgloon
- Tongeren - Maastricht, stopplaats te Riemst
- Maasmechelen - Maastricht, stopplaatsen Rekem, Neerharen en Smeermaas
- Maasmechelen - Sittard, stopplaatsen te Stein en Chemelot
- Maasmechelen - Maaseik, stopplaatsen Maasmechelen Village, Lanklaar, Dilsen en Rotem
- Genk - Bree, stopplaatsen Zwartberg, Opglabbeek en Gruitrode
- Maaseik - Neerpelt, stopplaatsen Kinrooi en Bree